# Кокошинцы
Кокошинцы (укр. Кокошинці) — село в Гримайловской поселковой общине Чортковского района Тернопольской области Украины.
До 2020 года входило в Гусятинский район.
Код КОАТУУ — 6121684502. Население по переписи 2001 года составляло 176 человек.

## Географическое положение
Село Кокошинцы находится на правом берегу реки Збруч, в месте впадения в неё реки Белая Криница,
выше по течению на расстоянии в 3 км расположено село Малая Лука,
ниже по течению на расстоянии в 3 км расположено село Козина.

## История
- 1650 год — первое упоминание о селе.